# Kenzingen
Kenzingen je grad na području južnog Badena. 
Stari grad, koji je cjelokupan proglašen spomenikom kulture, s velikim brojem zaštićenih zgrada i spomenicima leži zajedno s naseljima Bombach, Hecklingen i Nordweil na rubu Schwarzwaldskog predgorja u sjevernom djelu kotara Breisgau. Obdaren je blagom klimom, te zaštićen šumom, vinogradima i livadama.
Grad i njegova naselja imaju infrastrukturu gradskog središta i povoljan prometni položaj te zahvaljujući dobrom suživotu s regijom, čine grad još bogatijim.

## Vanjske poveznice
- http://www.kenzingen.de